# Bufo gargarizans
Bufo gargarizans és una espècie d'amfibi que viu a l'est d'Àsia (Xina, Sibèria oriental, Corea i les Illes Ryukyu).